# Zorb

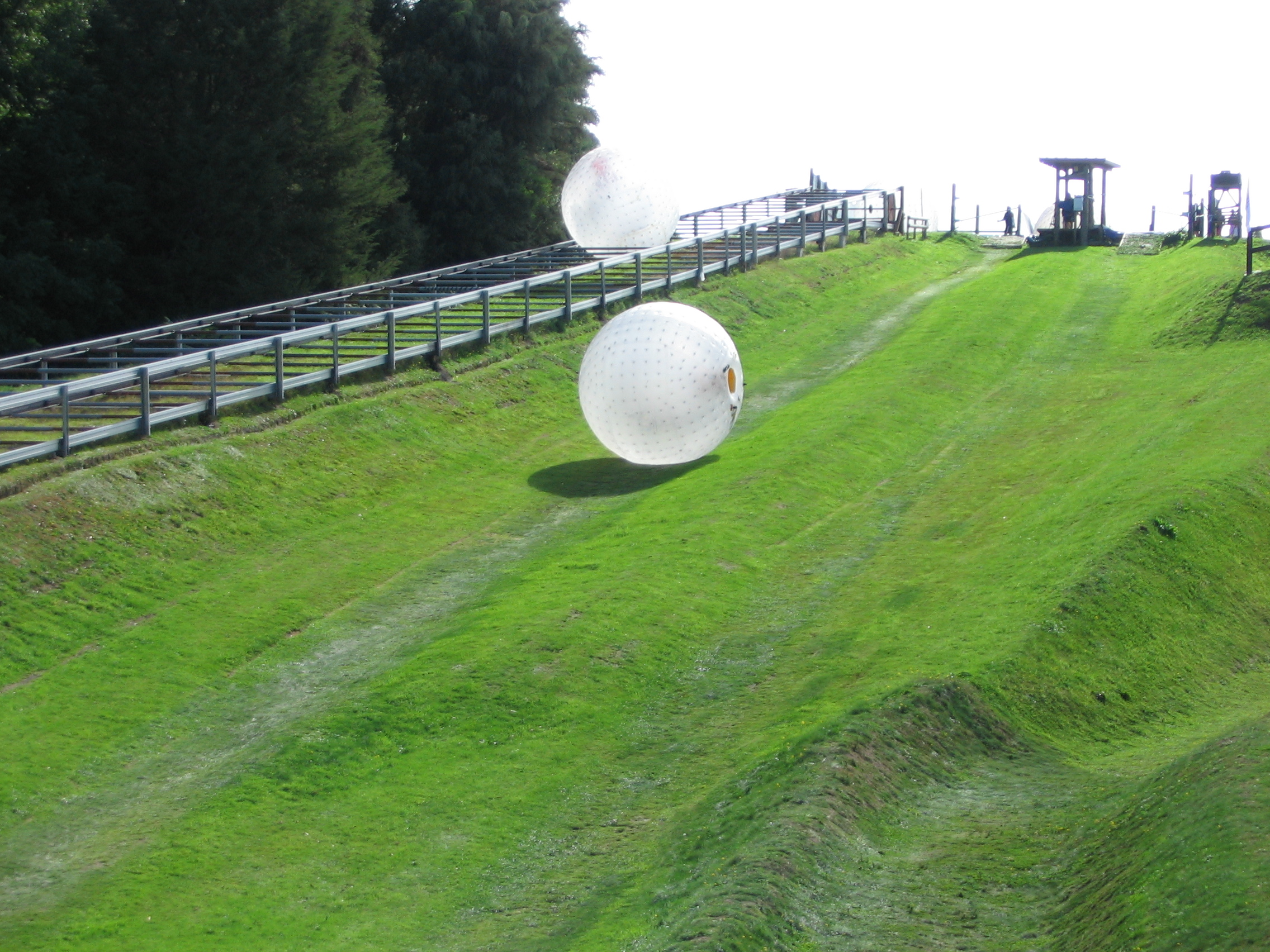
Zorbning i Rotorua, Nya Zeeland.

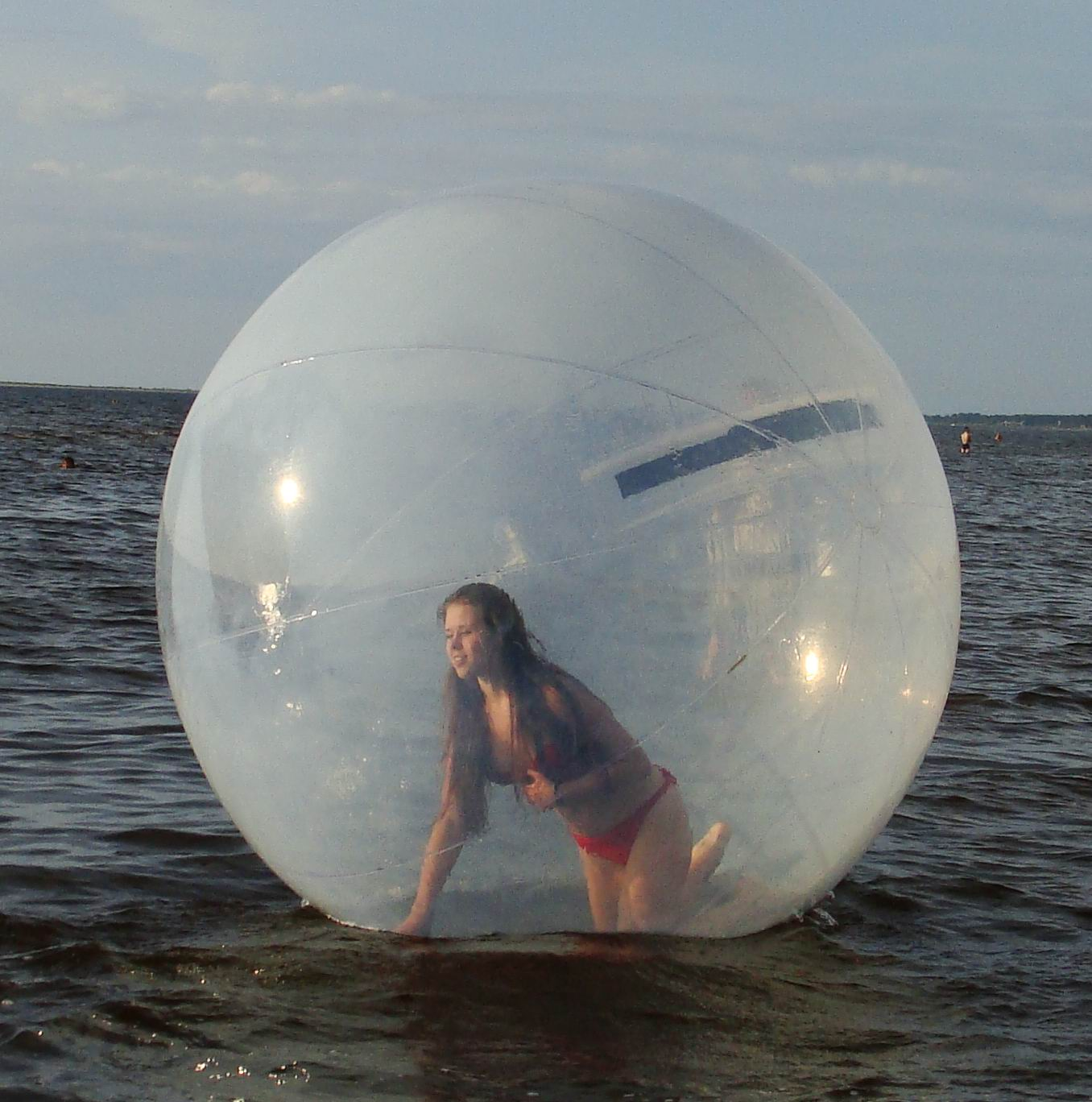
Zorbning på vatten.

Zorb är ett luftfyllt klot av plast, cirka 3 meter i diameter. Ibland består zorben av ett klot inuti ett större. Den nöjesaktivitet som utförs av en till tre personer i en zorb kallas på engelska för sphereing eller zorbing, vilket på svenska blir zorbning alternativt zorba eller vardagligt rulla zorb. Ibland fylls zorben med vatten vid användning. Utövaren som befinner sig inuti zorben kan beroende på klotets konstruktion antingen rulla nedför en sluttning med hög fart eller färdas flytande över vatten.
Föregångare till zorben har funnits sedan 1970-talet. 1994 utvecklades och namngavs idén av Dwane van der Sluis och Andrew Akers i Auckland på Nya Zeeland. 2001 blev ordet "zorbing" accepterat i engelska ordböcker. År 2010 var det ännu en nyhet i Sverige. År 2016 finns ordet zorbning i Nationalencyklopedins nätupplaga.